# Michel Leiris
Michel Leiris (Párizs, 1901. április 20. – Saint-Hilaire, 1990. szeptember 30.) francia író és etnológus.

## Életrajza
Michel Leiris 1901. április 20-án született Párizsban egy művelt középosztálybeli családban. Családja akarata a kémiai tanulmányokra sarkallta, ő ezzel szemben a művészet és az írás után vonzódott. 
1918 után művészeti körökben vett részt, 1929-ig beleértve a szürrealistákat is. Összebarátkozott többek között Max Jacobbal, André Massonnal és Picassóval és Joan Miróval is. Leiris irodalmi hajlama korán nyilvánvalóvá vált.
1929-ben, azonban mégis elhagyta a csapatot, annak érdekében, hogy minél nagyobb művészi függetlenséget szerezzen. Csak André Masson és Wifredo Lam volt az akikkel barátsága életre szóló maradt.
Etnológiai kutatásokba kezdett – így találkozott Georges Bataille-jal is. Ezután Bataille-jal, Roger Caillois-val és Jules Monnerot-val együtt megalapították a Collège de Sociologie-t. Az 1931-től 1933 közötti években Leiris részt vett a Marcel Griaule által vezetett Dakar-Dzsibuti expedícióban. Etiópiában, nagy hatással volt rá az ottani kultusz, viselkedés.
Hazatérve, írt egy hosszú értekezést arról, amit átélt L'Afrique fantome címmel, amelyben először írta le ezt a rituálét. A könyv megjelenése után szakított Griaulellel.
Leiris néprajzi karrierje akkor kezdődött, miután visszatért Afrikából – kutatója volt a párizsi Musée de l'Homme-nek. 1945 után ő volt az egyik alapítója a Les Temps Modernes című folyóiratnak is és Aloiune Dioppal, Aimé Césaire-rel és Georges Balandier-vel együtt 1945-ben megalapították a Présence Africaine magazint. Legfontosabb munkái Észak-Etiópiában végzett néprajzi tanulmánya ismert, mint a vudu kultuszok kutatója is.

## Főbb munkái
- Esszék (Le Sacre dans la vie quotidienne, 1938)
- Önéletrajzok (La Règle du jeu, 1948-1976)

## Könyvei
- 1925 – Simulacra
- 1927 – Le Point Cardinal
- 1934 – L'Afrique fantôme
- 1939 – L'Âge d'Homme
- 1943 – A Haut Mal
- 1946 – Aurora
- 1948 – Biffures – La Règle du Jeu I
- 1955 – Fourbis – La Règle du Jeu II
- 1958 – La Possession et ses Aspects Théâtraux chez les Éthiopiens de Gondar
- 1961 – Nuits Nuits sans et Quelques jours sans jour
- 1964 – Grande fuite de neige
- 1966 – Fibrilles – La Règle du Jeu III
- 1967 – Afrique Noire: la Création Plastique (Jacqueline Delange)
- 1969 – Cinq études d'Ethnologie
- 1969 – Mots sans Mémoire
- 1971 – André Masson, "Massacres" et autres dessins
- 1974 – Francis Bacon ou la vérité criante
- 1976 – Frêle Bruit – La Règle du Jeu IV
- 1978 – Alberto Giacometti
- 1980 – Au verso des Images
- 1981 – Le Ruban au Cou de l'Olympia
- 1981 – Das Auge des Ethnographen
- 1982 – Spiegel der tauromachie
- 1985 – Langage tangage
- 1987 – Francis Bacon
- 1988 – A cor et CRI
- 1989 – Bacon le Hors-la-loi
- 1992 – Zébrage
- 1992 – Journal 1922-1989
- 1994 – Journal de Chine
- 1996 – Miroir de l'Afrique

## Magyarul
- A férfikor; ford. V. Pánczél Éva; Elek, Bp., 1995